# Låglaktosmjölk
Låglaktosmjölk är en mjölksort där laktossockret har omvandlats till andra sockerarter. Mjölksorten har blivit ett allt vanligare förekommande inslag på butikernas mjölkhyllor under senare år. Potentiella konsumenter är inte bara de som lider av laktosintolerans utan också de som upplever att låglaktosmjölken smakar godare, då den är något sötare än "vanlig" mjölk.
Låglaktosgrädde är en grädde med reducerad laktoshalt.